# Tyra Wingren
Tyra Wingren, född 2004, är en finlandssvensk fotomodell och skådespelare. 
Wingren växte upp i en skådespelarfamilj i Helsingfors och gjorde debut som tvååring i filmen Colorado Avenue.
Hon studerade musikteori på Sandels musikskola i Helsingfors mellan 2013 och 2017 och utexaminerades från yrkesinstitutet Prakticums medielinje år 2023.
I tredje klass på lågstadiet fick hon sin första roll som röstskådespelare i en animerad TV-serie. Senare spelade hon i flera av Svenska Yles TV-serier. År 2018 tog hon sig till finalen i finska MGP med den egna låten Aldrig solsken.
Wingren har arbetat som fotomodell och år 2022 spelade hon rollen som Simone i Finlands svenska ungdomsförbunds pjäs Fullmakt. Året efter spelade hon en av huvudrollerna i dramaserien Koka björn som kommer att visas på strömningstjänsten Disney+  och huvudrollen i Svenska Yles dramapodcast Medeas dotter.
Tyra Wingren utsågs till sommarpratare i radioprogrammet Vegas sommarpratare i YLE år 2024.